# Ekemyrtjärnarna
Ekemyrtjärnarna är en sjö i Bollnäs kommun i Hälsingland och ingår i Ljusnans huvudavrinningsområde. Tjärnarna ligger mellan sjön Ecklingen och Höstbodarna. Enligt Lantmäteriets karta saknas markerat utlopp.